# Мендота (Іллінойс)
Мендота (англ. Mendota) — місто (англ. city) в США, в окрузі Ла-Салл штату Іллінойс. Населення — 7061 особа (2020).

## Географія
Мендота розташована за координатами 41°33′24″ пн. ш. 89°6′2″ зх. д. / 41.55667° пн. ш. 89.10056° зх. д. (41.556655, -89.100507).  За даними Бюро перепису населення США в 2010 році місто мало площу 13,19 км², з яких 12,94 км² — суходіл та 0,25 км² — водойми.

## Демографія
Згідно з переписом 2010 року, у місті мешкали 7372 особи в 2826 домогосподарствах у складі 1882 родин. Густота населення становила 559 осіб/км².  Було 3037 помешкань (230/км²).
Расовий склад населення:
| - 88,3 % — білих - 0,7 % — чорних або афроамериканців - 0,5 % — азіатів - 0,3 % — корінних американців - 8,5 % — осіб інших рас |

До двох чи більше рас належало 1,7 %. Частка іспаномовних становила 24,5 % від усіх жителів.
За віковим діапазоном населення розподілялося таким чином: 25,1 % — особи молодші 18 років, 56,8 % — особи у віці 18—64 років, 18,1 % — особи у віці 65 років та старші. Медіана віку мешканця становила 39,2 року. На 100 осіб жіночої статі у місті припадало 90,9 чоловіків;  на 100 жінок у віці від 18 років та старших — 89,0 чоловіків також старших 18 років.
Середній дохід на одне домашнє господарство  становив 54 462 долари США (медіана — 43 406), а середній дохід на одну сім'ю — 64 880 доларів (медіана — 61 701). Медіана доходів становила 45 942 долари для чоловіків та 28 520 доларів для жінок. За межею бідності перебувало 17,5 % осіб, у тому числі 25,9 % дітей у віці до 18 років та 6,9 % осіб у віці 65 років та старших.
Цивільне працевлаштоване населення становило 3075 осіб. Основні галузі зайнятості: освіта, охорона здоров'я та соціальна допомога — 21,9 %, виробництво — 16,0 %, роздрібна торгівля — 14,7 %.